# Leira Longa (Boimorto)
Leira Longa (en gallego y oficialmente, A Leira Longa) es un lugar español situado en la parroquia de Arceo, del municipio de Boimorto, en la provincia de La Coruña, Galicia.

## Demografía
| Gráfica de evolución demográfica de Leira Longa entre 2000 y 2018 |
|                                                                   |
| Datos según el nomenclátor publicado por el INE.                  |